# Bomi (bombardero espacial)
Bomi (acrónimo de Bomber missile) fue un proyecto de bombardero espacial ideado por la empresa Bell Aircraft Corporation y que fue ofrecido a la Fuerza Aérea de Estados Unidos (USAF) el 17 de abril de 1952. En mayo se concedieron 398.459 dólares a Bell para realizar un estudio de factibilidad durante un año. El proyecto fue finalmente rechazado.

## Características
Bomi habría sido una nave de dos etapas, parecido a los conceptos de transbordador que la NASA manejó 20 años más tarde. Se concibieron dos variantes, una suborbital y otra orbital.

### Versión orbital
La versión orbital tendría 44 m de largo y estaría hecha de titanio, con un escudo térmico ablativo hecho de grafito-epoxy. La capacidad orbital exigiría el uso de propelentes criogénicos (hidrógeno líquido y oxígeno líquido). La etapa superior tendría 23 m de largo y podría portar una carga de 34.000 kg, con la capacidad de llevar dos armas nucleares en la bahía de carga.

### Versión suborbital
En la versión suborbital, la primera etapa habría tenido una tripulación de dos y habría acelerado, junto con la segunda etapa, durante un par de minutos para luego separarse y volver a base. La segunda etapa, con un único piloto, se habría dirigido hacia el objetivo. La versión básica del vehículo (que usaría propelentes líquido almacenables) alcanzaría una velocidad máxima de Mach 4 a 30 km de altura y planearía durante entre 4800 y 6100 km. La carga consistiría en una bomba nuclear de 1800 kg. Los motores de ambas etapas consumirían N2O4 y UDMH. La primera etapa habría utilizado un conjunto de cinco motores para su propulsión, mientras que la segunda etapa habría usado tres. La etapa aceleradora habría tenido 37 m de longitud y 18 m de envergadura; el planeador, 18 m de longitud y 11 m de envergadura. La masa del conjunto en el momento del despegue habría sido de 360.000 kg.

## Resultados
La revisión del proyecto en abril de 1953 por parte de la USAF concluyó que la Bell no había resuelto los problemas de enfriamiento asociados al vuelo a altas velocidades y que algunos de los parámetros eran demasiado optimistas. Aunque se consideró que el alcance era inadecuado para servir como bombardero, se tuvo en cuenta la utilidad del Bomi como vehículo de reconocimiento o de investigación del vuelo hipersónico, por lo que se concedió a Bell un presupuesto de 220.000 dólares durante un año para estudiar un nuevo vehículo más capaz que el Bomi. La Bell siguió usando el nombre Bomi en posteriores estudios, pero los diversos proyectos fueron finalmente superados por el X-20 Dyna-Soar y el concepto fue finalmente abandonado.